# 賈巴爾普爾龍屬
賈巴爾普爾龍屬（學名：Jubbulpuria）是小型恐龍的一屬，生存於上白堊紀的印度。目前的狀態是疑名。
化石是由查爾斯·馬特里發現於印度的拉米塔組（Lameta Formation），地質年代相當於白堊紀晚期的馬斯垂克階。化石只有兩個部分末端尾椎，分別被列為GSI K27/614、GSI K20/612綜模標本。之後發現第三個標本（編號GSI K27/599），是個末端尾椎。
在1932年，德國古生物學家弗雷德里克·馮·休尼（Friedrich von Huene）將化石進行命名，其名字的意思是「賈巴爾普爾的」，以化石發現處為名。模式種是細賈巴爾普爾龍（J. tenuis），是在1933年由弗雷德里克·馮·休尼及查爾斯·馬特里（Charles Alfred Matley）描述、命名的，種名在拉丁文意為「修長的」。賈巴爾普爾龍是種小型掠食動物，身長被估計約1.2公尺長，臀部約0.5公尺長，體重相當輕。
賈巴爾普爾龍最初被分類在虛骨龍科中，類似相同地層發現虛骨形龍，但體型較為小型。近年研究人員發現牠們難以歸類，因此列為獸腳亞目的分類未定屬，目前狀態為疑名。賈巴爾普爾龍有可能是屬於角鼻龍下目。

## 外部連結
- Jubbulpuria tenuis （页面存档备份，存于）
- Dinosaurier-Web